# THE IDOLM@STER STATION!!+
『THE IDOLM@STER STATION!!+』（アイドルマスターステーションプラス）は、文化放送のストリーミングサービス「超!A&G+」で配信されていたインターネットラジオ番組。全79回。2013年3月に終了した『THE IDOLM@STER STATION!!!』（ラジオ大阪）の後番組として、毎週火曜日 0:00 - 0:30（月曜深夜）に配信されていた。通称は「アイマスステーションプラス」または「アイステプラス」。

## 概要
ゲーム『アイドルマスター』シリーズからの派生企画。前番組『THE IDOLM@STER STATION!!!』ではラジオ放送とインターネット配信を並行していたが、本番組ではインターネット配信のみとなる。パーソナリティは、前番組から沼倉愛美（我那覇響 役）と原由実（四条貴音 役）の2人が引き続き務める。
基本的な番組のフォーマットや、スポンサーの日本コロムビア、名物コーナーの「歌姫楽園」も前番組から引き継がれており、まったくの新番組というよりは放送（配信）局と配信時間を移動してのリニューアルという方が近い。

## 番組の特徴
- 「リスナー、ハンドルネームをそれぞれプロデューサー（女性はプロデュンヌ）、プロデューサーネームと称する」「パーソナリティの発言に効果音でツッコミが入る」「投稿コーナーでパーソナリティへの無茶振りが入る」「スタジオに酒や料理を持ち込む宴会配信回がある[1]」など、前番組のフォーマットの多くを引き継いでいる。
- オープニングのタイトルコールは「アイドルマスターステーション!! プラス」。前番組にあったキャラクター同士の寸劇は省略されている。
- 番組の終わりの挨拶は、前番組とほぼ同じく「それではほななー、原由実と」「またぬー、沼倉愛美でした」。2人の挨拶の順番が入れ替わる場合もあるが、当番組では原が先に挨拶することが多い。
- 前番組よりもアイドルマスター関連曲がかかる割合が多くなり、ほとんどの配信回で2曲かかるようになった。エンディングでも月替わりのアイドルマスター関連曲が流れる。アイドルマスターのサウンドスタッフをゲストに招き、彼らが手掛けた楽曲を解説してもらう企画も度々行われた。
- 第78回の配信にて、2014年9月での当番組での終了、および同年10月からニコニコ生放送にて後続番組『THE IDOLM@STER STATION!!!』が配信開始されることが発表された。パーソナリティは沼倉、原に浅倉杏美（萩原雪歩 役）が加わり、前番組のタイトルとパーソナリティが復活した。

## オンデマンド配信
文化放送のオンデマンド配信サービス「AG-ON」にて、配信日から2週間、アーカイブが視聴可能となっていた。

## コーナー
メール紹介
第2回から第79回まで配信。リスナーからのメールを紹介する。「ふつおた」のほか、2013年度は月ごとのテーマメールも募集していた。
歌姫楽園
第1回から第78回まで配信。前々番組『THE IDOLM@STER RADIO』より引き継がれている、パーソナリティが様々な歌を歌うコーナー。基本的に我那覇響と四条貴音として歌う。リスナーからのリクエストも受け付けていた。
第31回より、前番組にもあった歌の前の寸劇が復活した。
ひびたかよろず相談室
第1回から第53回まで配信。沼倉と原がそれぞれ響と貴音として、リスナーからの質問や相談に答えていく。ゲストを招いた回ではそのゲストも回答者となり、声優は演じているアイドルとして、アイドルマスターのスタッフは本人として回答する。
8thツアー・バックステージ通信
第16回から第27回まで配信。2013年のライブツアー『THE IDOLM@STER 8th ANNIVERSARY HOP! STEP!! FESTIV@L!!!』に関して、ライブでの出来事や裏話などについてトークしたり、リスナーからの感想メールを紹介したりする。当コーナーを配信した回は、歌姫楽園は休止となっていた。
2014年のライブツアー『THE IDOLM@STER 9th ANNIVERSARY WE ARE M@STERPIECE!!』については個別のコーナーは設けられず、メール紹介のコーナーにてライブの話題を扱っていた。
ひびたかよろず懺悔室 失敗の向こう側へ
第54回から第78回まで配信。リスナーから失敗談や懺悔を募集し、沼倉と原がそれぞれ響と貴音として叱咤激励する。叱り方や励まし方は、2人が抽選したお札の内容に従う。第66回からは、お札の内容もリスナーから募集したものを採用する。タイトルは2014年1月25日公開の劇場版アニメ『THE IDOLM@STER MOVIE 輝きの向こう側へ!』にかけたもの。
いんとろ / あうとろ
第54回から第79回まで配信。番組のオープニングおよびエンディングで、沼倉と原が1人ずつ、それぞれの近況などを1分間ほどトークする。前番組にて放送された「週刊沼倉愛美/週刊原由実」の復活版と言える。BGMとして、トークをしていないパーソナリティが、番組名を繰り返す内容の歌を歌っている。

### 歌姫楽園
オリジナル歌手名に「アイドルマスター」とあるものは、アイドルマスターオリジナル楽曲であることを示す。歌い手に特に記載のない場合は沼倉・原の2人。記載していない回は休止扱い。

#### 第51回 - 第78回
| 配信回 | 曲名                             | オリジナル歌手名      | 歌い手               |
| ------ | -------------------------------- | --------------------- | -------------------- |
| 第51回 | 荒城の月                         |                       | 原                   |
| 第52回 | 情熱の嵐                         | 西城秀樹              | 沼倉（合いの手：原） |
| 第53回 | さくら（独唱）                   | 森山直太朗            |                      |
| 第54回 | 阪神タイガースの歌（六甲おろし） |                       |                      |
| 第56回 | ブルー・ライト・ヨコハマ         | いしだあゆみ          |                      |
| 第58回 | モンキー・マジック               | ゴダイゴ              |                      |
| 第60回 | M@STERPIECE                      | アイドルマスター      |                      |
| 第61回 | カナダからの手紙                 | 平尾昌晃・畑中葉子    |                      |
| 第63回 | Thank You!                       | アイドルマスター      |                      |
| 第64回 | うしろゆびさされ組               | うしろゆびさされ組    |                      |
| 第65回 | 風になりたい                     | THE BOOM              |                      |
| 第66回 | DAN DAN 心魅かれてく             | FIELD OF VIEW         |                      |
| 第77回 | Brand New Morning                | 水橋舞from原宿BJGirls |                      |
| 第78回 | ワイワイワールド                 | 水森亜土、こおろぎ'73 |                      |

## ゲスト
社名、肩書は出演当時のもの。
- 洲崎綾（新田美波 役：第8回）
- 仁後真耶子（高槻やよい 役：第13回）
- 大橋彩香（島村卯月 役：第14回）
- 中川浩二（NBGI サウンドクリエイター：第25回）
- 佳村はるか（城ヶ崎美嘉 役：第28回）
- 内田哲也（NBGI サウンドクリエイター：第30回）
- LindaAI-CUE（NBGI サウンドクリエイター：第34回）
- 佐々木宏人（フリーサウンドクリエイター：第38回）
- 石原章弘（NBGI ディレクター：第45回、第62回、第69回）
- 坂上陽三（NBGI シリーズ総合プロデューサー：第59回）
- 井上拓（NBSI サウンドクリエイター：第67回）
- 遠山明孝（フリーサウンドクリエイター：第68回）
- 柏谷智浩（日本コロムビア プロデューサー：第69回）

## 主題歌

### オープニングテーマ
1. 「MUSIC♪」（2013年度：第1回 - 第53回）
作詞：yura、作曲：NBGI（渡辺量）、歌：765PRO ALLSTARS
2. 「M@STERPIECE」（2014年度4月 - 5月：第54回 - 第59回）
作詞：yura、作曲：神前暁、編曲：神前暁・高田龍一、歌：765PRO ALLSTARS
3. 「ONLY MY NOTE」（『ワンフォーオール』発売記念：第60回 - 第61回）
作詞：marhy、作曲：NBSI（内田哲也）、歌：765PRO ALLSTARS
4. 「Monday Night Fever☆」（2014年度6月 - ：第62回 - ）
作詞：渡部紫緒、作曲・編曲：坂部剛、歌：沼倉愛美・原由実

### エンディングテーマ

#### 2014年度（第54回 - 第79回）
1. 「チェリー」（2014年4月：第54回 - 第57回）
作詞：yura、作曲・編曲：Funta7、歌：天海春香・水瀬伊織・我那覇響・秋月律子・菊地真・萩原雪歩
2. 「シャララ」（2014年5月前半：第58回 - 第59回）
作詞：yura、作曲・編曲：川田瑠夏、歌：三浦あずさ・秋月律子
3. 「M@STERPIECE」（2014年5月後半：第60回 - 第61回）
作詞：yura、作曲：神前暁、編曲：神前暁・高田龍一、歌：765PRO ALLSTARS
4. 「relations（REM@STER-A）」（2014年6月：第62回 - 第66回）
作詞：NBGI（mft）、作曲・編曲：NBGI（中川浩二）、アレンジ：竹中文一、歌：天海春香
5. 「ラムネ色 青春」（2014年7月：第67回 - 第70回）
作詞：BNGI（モモキエイジ）、作曲・編曲：田中秀和（MONACA）、歌：765PRO ALLSTARS
6. 「MOONY」（2014年8月：第71回 - 第74回）
作詞：yura、作曲・編曲：Funta7、歌：如月千早・三浦あずさ・菊地真・星井美希・我那覇響・秋月律子
7. 「私たちはずっと…でしょう?」（2014年9月：第75回 - 第79回）
作詞：畑亜貴、作曲・編曲：佐々木宏人、歌：765PRO ALLSTARS

## CD
THE IDOM@STER STATION!!+ WINTER MEMORIES
2014年3月5日発売。CD用に収録したカバー曲各2曲と、原と沼倉がそれぞれ脚本を担当した長編ドラマを収録。
収録曲
1. 1st Memory Opening Talk
2. 2nd Memory「WINTER DATE!!」
3. ドラマ『原由実Presents"Endless Love"』
4. 雪やまぬ夜二人
歌：沼倉愛美
作詞・作曲：山下穂尊、編曲：湯浅篤、オリジナル：いきものがかり
5. 3rd Memory「Endless Love」
6. ドラマ『沼倉愛美Presents"Luxury White"』
7. ORION
歌：原由実
作詞・作曲・編曲：百田留衣、オリジナル：中島美嘉
8. 4th Memory 『Luxury White』
9. 5th Memory Interlude
10. My Gift to You
歌：沼倉愛美
作詞：小山内舞 and S.O.S. / 作曲：S.O.S. / 編曲：和田昌哉 / back ground vocal / 編曲：S.O.S.、オリジナル：CHEMISTRY
11. 新しいドア 〜冬のひまわり〜
歌：原由実
作詞：坂井泉水、作曲：北野正人、編曲：古井弘人、オリジナル：ZARD
12. 6th Memory Ending Talk

THE IDOM@STER STATION!!+ Monday Night Fever☆
2014年10月1日発売。番組後期のオープニングテーマ曲「Monday Night Fever☆」、歌姫楽園内で歌われたカバー曲20曲、番組内での迷トーク、ボーナストラックとして、「いんとろ/あうとろ」のアカペラBGMを収録。
収録曲
1. オープニング・トーク
2. Monday Night Fever☆
3. トーク・Monday Night Fever☆
4. Catch You Catch Me
5. 鐘を鳴らして
6. やさしさに包まれたなら
7. もう1度聴きたい迷トーク(1)
8. ゆめいっぱい
9. また君に恋してる
10. もりのくまさん
11. もう1度聴きたい迷トーク(2)
12. じゃじゃ馬にさせないで
13. メロスのように
14. いい日旅立ち
15. もう1度聴きたい迷トーク(3)
16. TIMING
17. POWER
18. One Night Carnival
19. もう1度聴きたい迷トーク(4)
20. 冬がはじまるよ
21. さそり座の女
22. きよしこのよる
23. もう1度聴きたい迷トーク(5)
24. 荒城の月
25. 情熱の嵐
26. さくら
27. もう1度聴きたい迷トーク(6)
28. 六甲おろし
29. ブルーライト・ヨコハマ
30. モンキーマジック
31. エンディング・トーク
32. （ボーナストラック） いんとろあうとろ 原ばーじょん
33. （ボーナストラック） いんとろあうとろ 沼倉ばーじょん